# Rename
RENAME o REN es un comando del sistema operativo DOS, de la Interfaz de línea de comandos (command line interface o CLI en inglés). Se encuentra disponible desde la primera versión del sistema operativo DOS.
RENAME permite editar el nombre o extensión del archivo, pero no permite la copia del archivo de una ruta a otra con un nuevo nombre, solo permite el cambio de nombre o extensión. El cambio del nombre no necesariamente se debe hacer sobre la misma carpeta, se puede especificar la carpeta destino y el nombre del archivo (ver Sintaxis).

## Sintaxis
- RENAME [Disco:][Ruta][Carpeta1 | Archivo1] [Carpeta2 | Archivo2]
- REN [Disco:][Ruta][Carpeta1 | Archivo1] [Carpeta2 | Archivo2]

## Ejemplos
- Renombrar la carpeta ubicada en C:\CUENTAS a C:\PAGOS: RENAME C:\CUENTAS C:\PAGOS
- Renombrar las extensiones txt de la ruta a prc: RENAME *.txt *.prc

## Evolución

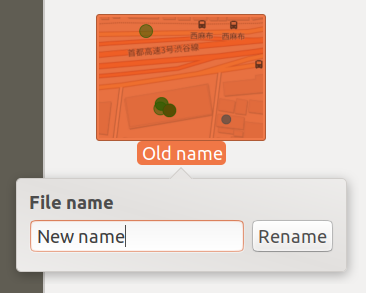
En Ubuntu

El comando tiene funcionalidad en el sistema operativo windows al ubicarse sobre el archivo o carpeta y presionando F2 se habilita la opción de cambiar el nombre o extensión. También existe la opción en el menú del clic derecho del ratón.
- Datos: Q7312522
- Multimedia: Renames (computing) / Q7312522